# Bernard Taisant
Bernard Taisant est un cinéaste français né le 18 octobre 1928 à Paris et mort le 7 avril 2006 à Draveil. Il a participé à la réalisation du long métrage Visages de bronze, récompensé au Festival de Cannes 1958.